# Ла-Равуар (кантон)
Ла-Равуар (фр. La Ravoire) — кантон во Франции, департамент Савойя, регион Рона — Альпы, округ Шамбери. INSEE код кантона — 7315. Кантон был образован в 1979 году.

## Население
Согласно переписи 2012 года (считается население коммун, которые в 2015 году были включены в кантон) население Ла-Равуар составляло 21 715 человека. Из них 24,2 % были младше 20 лет, 17,3 % — старше 65. 30,0 % имеет высшее образование. Безработица — 8,0 %.

## Коммуны кантона
C 2015 года в кантон входят 5 коммун, из них главной коммуной является Ла-Равуар.
| Коммуна         | Название по-французски | Население, чел. (2012) | Площадь | Код INSEE |
| --------------- | ---------------------- | ---------------------- | ------- | --------- |
| Барбера         | Barberaz               | 4572                   | 3,79    | 73029     |
| Шаль-лез-О      | Challes-les-Eaux       | 5050                   | 5,65    | 73064     |
| Ла-Равуар       | La Ravoire             | 8007                   | 6,82    | 73213     |
| Сен-Бальдоф     | Saint-Baldoph          | 2914                   | 6,24    | 73225     |
| Сен-Жуар-Приёре | Saint-Jeoire-Prieuré   | 1172                   | 5,34    | 73249     |

## Политика
| Мандат | Мандат | Представитель                  |  | Партия              |
| ------ | ------ | ------------------------------ |  | ------------------- |
| 1973   | 1998   | Жан Бланс                      |  | Демократическая     |
| 1998   | 2010   | Патрик Миньола                 |  | СФД                 |
| 2010   | 2011   | Жан-Марк Леутр                 |  | беспартийный правый |
| 2011   | 2015   | Робер Гардет                   |  | СП                  |
| 2015   | 2021   | Фредерик Бре и Натали Ломоньер |  | беспартийный правый |

Согласно закону от 17 мая 2013 года избиратели каждого кантона в ходе выборов выбирают двух членов генерального совета департамента разного пола. Они избираются на 6 лет большинством голосов по результату одного или двух туров выборов.
В первом туре кантональных выборов 22 марта 2015 года в Ла-Равуар баллотировались 5 пар кандидатов (явка составила 51,21 %). Во втором туре 29 марта, Фредерик Бре и Натали Ломоньер были избраны с поддержкой 70,05 % на 2015—2021 годы. Явка на выборы составила 50,65 %.
| Мандат | Мандат | Кандидаты                        |                | Партия              | Первый тур | Первый тур     | Второй тур | Второй тур |
| Мандат | Мандат | Кандидаты                        | Кол-во голосов | Партия              | % голосов  | Кол-во голосов | % голосов  |            |
| ------ | ------ | -------------------------------- | -------------- | ------------------- | ---------- | -------------- | ---------- | ---------- |
| 2015   | 2021   | Фредерик Бре и Натали Ломоньер   |                | беспартийный правый | 3087       | 38,75          | 5156       | 70,05      |
| 2015   | 2021   | Брис Бернар и Мари Дочи          |                | Национальный фронт  | 2159       | 27,10          | 2204       | 29,95      |
| 2015   | 2021   | Робер Гардет и Мари Лопез        |                | СП                  | 1508       | 18,93          | -          | -          |
| 2015   | 2021   | Жерар Бланк и Веатрис Фор        |                | ЕЭЗ                 | 763        | 9,58           | -          | -          |
| 2015   | 2021   | Алэн Кареглио и Наталин Шарейрон |                | фронт левых         | 449        | 5,64           | -          | -          |